# Cathédrale de l'Immaculée-Conception de Hangzhou
Pour les articles homonymes, voir Cathédrale de l'Immaculée-Conception.
La cathédrale de l'Immaculée-Conception (圣母无原罪主教座堂) est une cathédrale catholique située au 415 rue Zhongshan Nord (中山北路415号), à proximité du square Wulin (武林广场) dans le centre-ville de Hangzhou, dans la province chinoise du Zhejiang. Étant donné qu'il s'agit de la seule église catholique en service dans la ville, elle est connue comme « Tiānzhǔ Táng » (天主堂), « l'église catholique ». C'est le siège épiscopal de l'archidiocèse de Hangzhou. Elle est consacrée à l'Immaculée Conception.
On peut y voir la tombe de Martino Martini, sj, à proximité.

## Histoire
La première église a été construite en ce lieu en 1659 par les jésuites italiens, sous la direction de Martino Martini, sj, mais elle a brûlé deux fois, en 1692 et en 1912. Elle a servi de temple taoïste en 1691 et 1730 lorsque la religion catholique a été interdite par édit impérial, puis à d'autres usages en 1862 et encore à partir de 1966, pendant la révolution culturelle. Ses agrandissements ont eu lieu en 1876 et 1916. C'est donc une des églises les plus anciennes de Chine encore debout. Sa façade est de style jésuite inspiré du baroque romain. Elle contient trois nefs séparées par deux travées de colonnes. Les deux autels latéraux sont consacrés l'un à saint Paul, l'autre à saint Pierre. C'était l'une des plus belles églises jésuites selon les témoins de l'époque, car elle était décorée de fresques et de tableaux baroques, peints par des artistes chinois locaux, comme le rapporta Charles Le Gobien, sj (1653-1708), dans son Histoire de l'édit de l'empereur de la Chine. Elle retourne au culte catholique en 1848 et est desservie par les lazaristes français, aidés plus tard de lazaristes hollandais et anglais. Le culte est interrompu entre 1966 et 1982 pendant la révolution culturelle et l'édifice sert de prison avec douze cellules. Elle est consacrée à nouveau en décembre 1982. Les messes sont aujourd'hui en chinois avec une messe en anglais le samedi soir.
Elle est actuellement le siège de l'archidiocèse de Hangzhou (autrefois Hangtchéou.)

## Tombe du père Martini

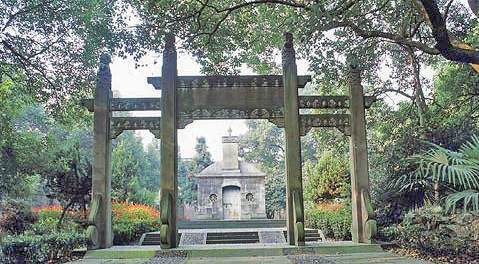
Tombe du père Martini

Le fondateur de l'église, qui était un cartographe éminent, meurt subitement du choléra en juin 1661, quelque temps après l'achèvement du bâtiment. Il est enterré au cimetière jésuite de Dafangjing, au nord de Beigao Feng. Sa dépouille vingt ans plus tard est intacte selon les témoignages des jésuites Philippe Couplet et Prospero Intorcetta et fait donc l'objet d'une grande vénération, parmi les fidèles chinois. Le site est détruit pendant la révolution culturelle et restauré en 1985. C'est aujourd'hui un site municipal protégé. Il se visite sur demande.

## Hôpital des Filles de la Charité

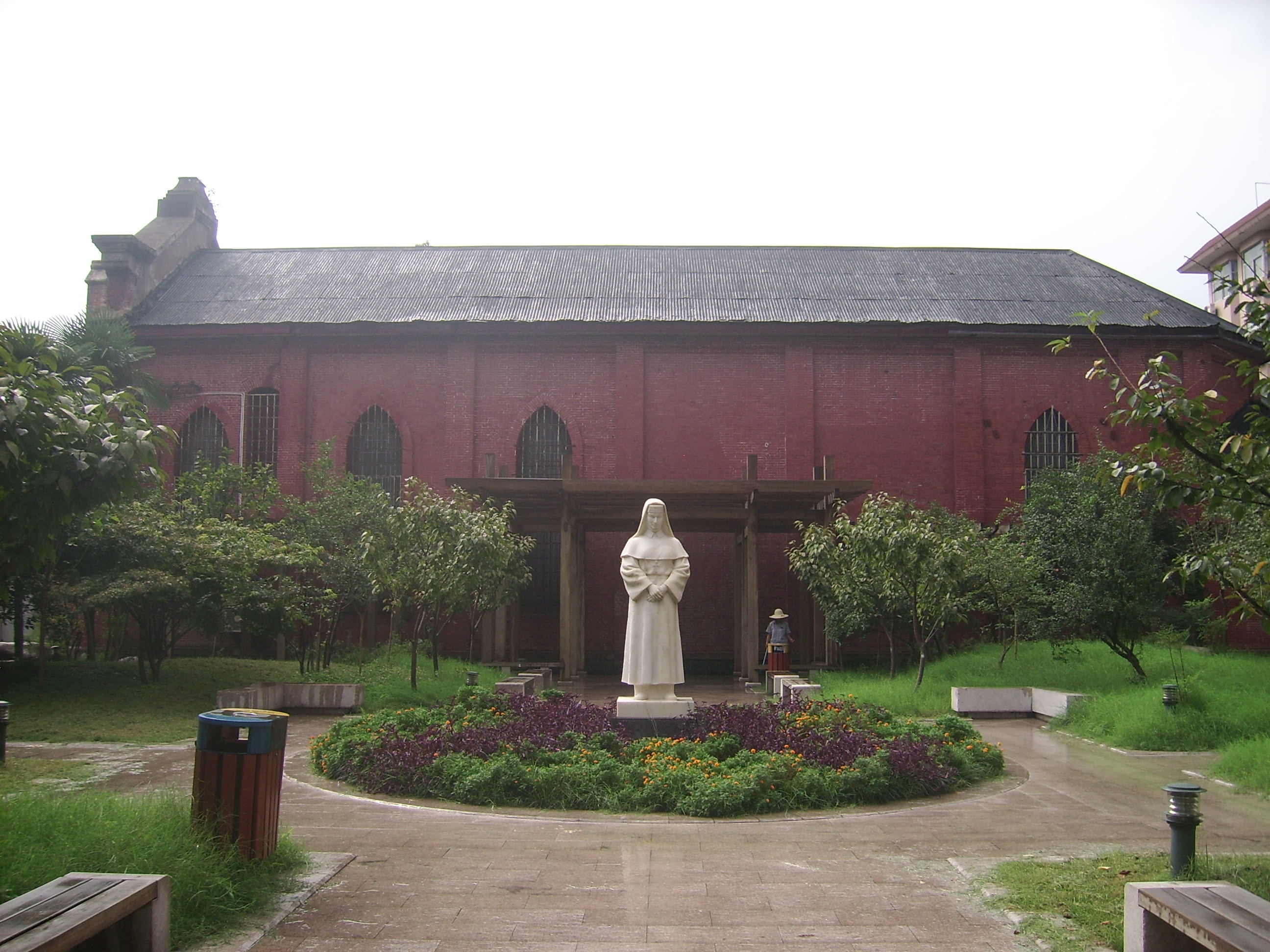
Vue du côté nord de la chapelle des Filles de la Charité avec la statue de Sœur Hacard

Le vicariat apostolique du Tché Kiang, devenu en 1946 archidiocèse d'Hangzhou (à l'époque Hangtchéou), est administré par les lazaristes français depuis 1848 et ils font venir, après la Première Guerre mondiale, la congrégation des Filles de la Charité, fondée par saint Vincent de Paul, qui ouvrent sous la direction de la Sœur Hacard un nouvel hôpital rue Daomo, terminé entre 1922 (date de son ouverture) et 1928. Les lieux comprennent une chapelle néogothique remarquablement préservée avec ses vitraux, malgré la révolution culturelle, à l'exception d'une statue mariale.
L'ancien hôpital fondé par la Sœur Hacard est maintenant l'hôpital de la Croix-Rouge de la municipalité d'Hangzhou et la chapelle, désaffectée depuis le départ des sœurs en 1949 au moment de la révolution communiste, sert maintenant de hall et de salle de réception pour l'hôpital. Une statue de la sœur fondatrice a depuis été érigée dans le jardin adjacent à la chapelle. L'édifice est maintenant un monument municipal protégé.

## Galerie d'images

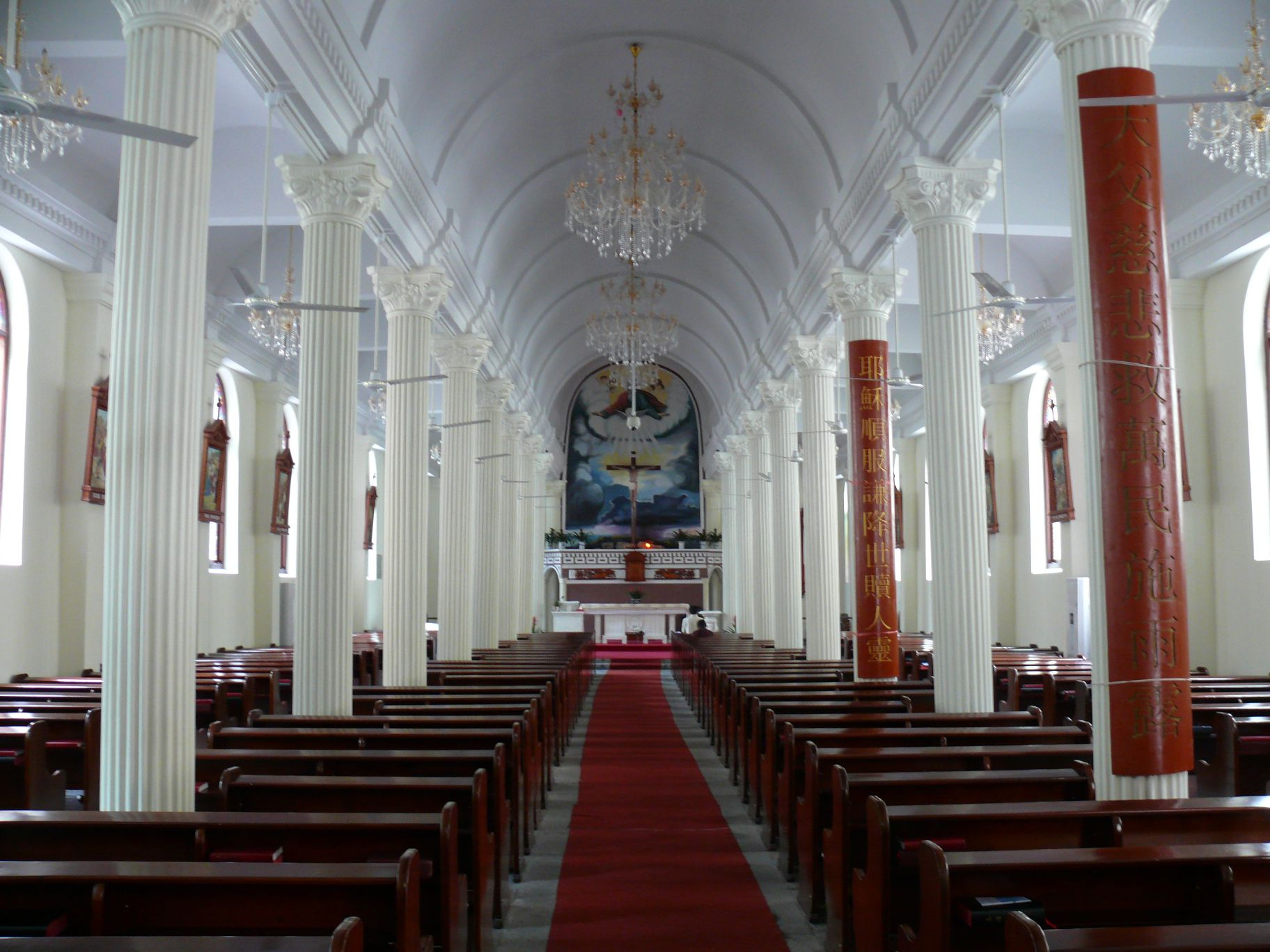
La nef
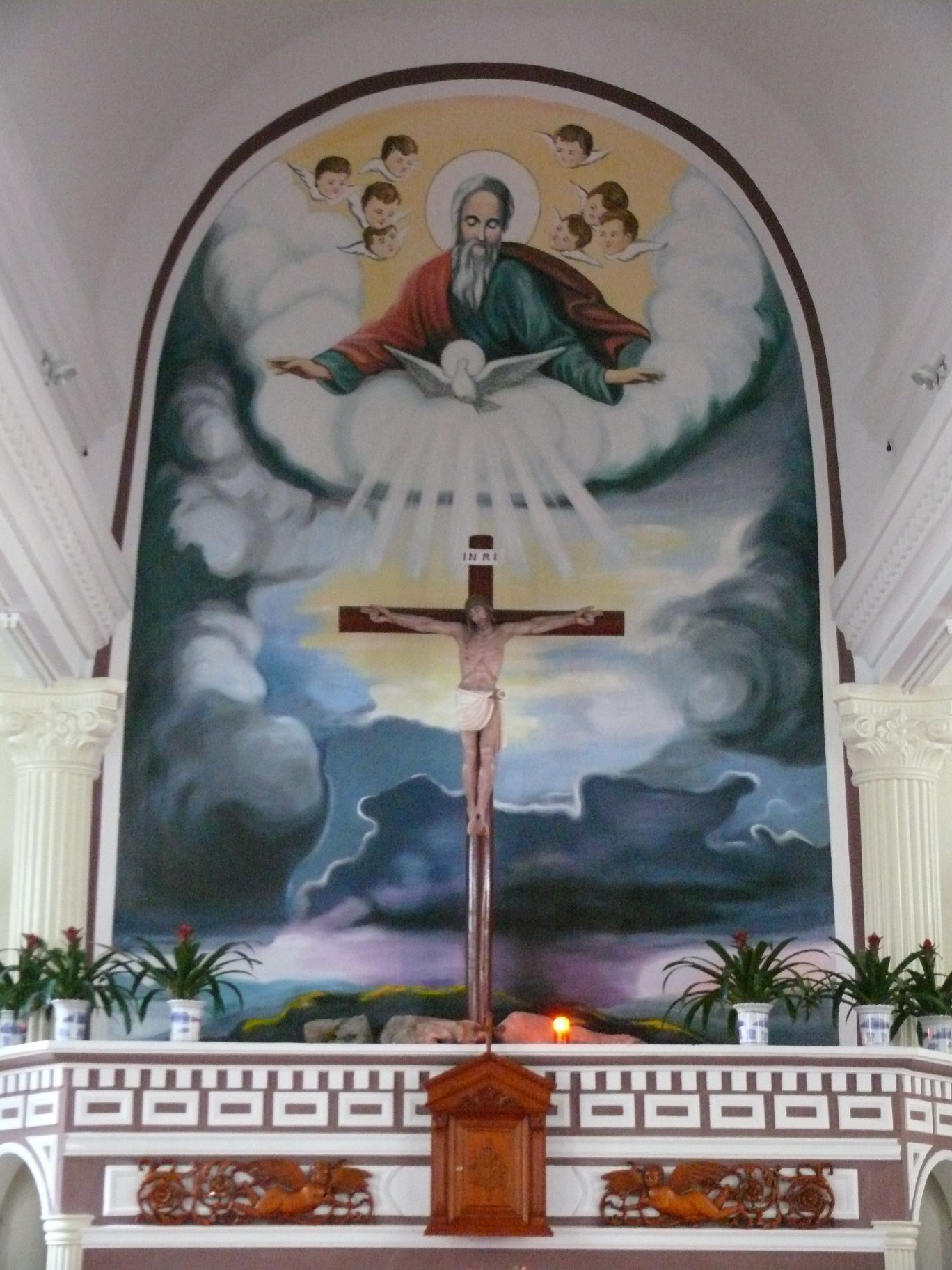
Le chœur
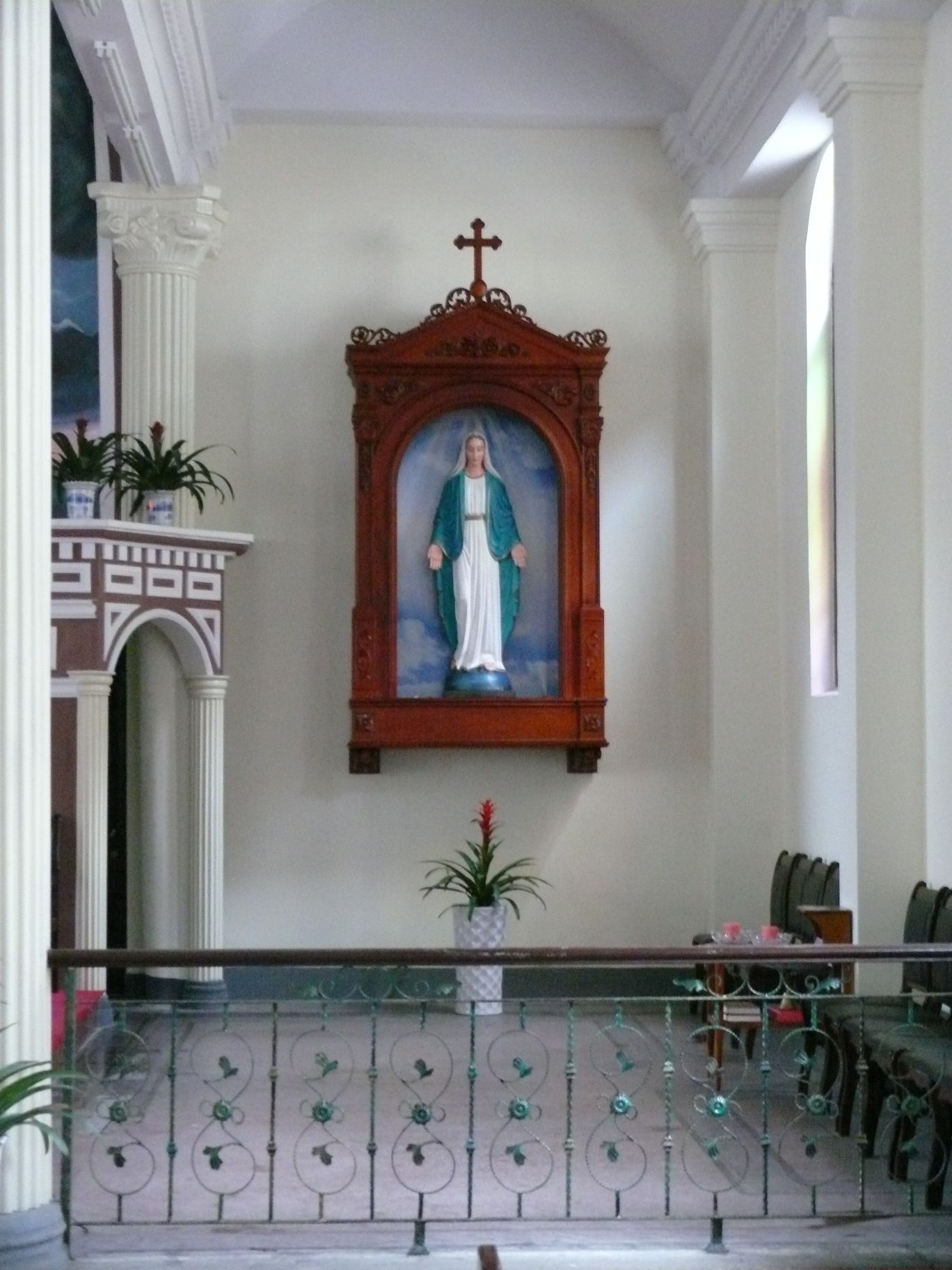
Autel de la Vierge
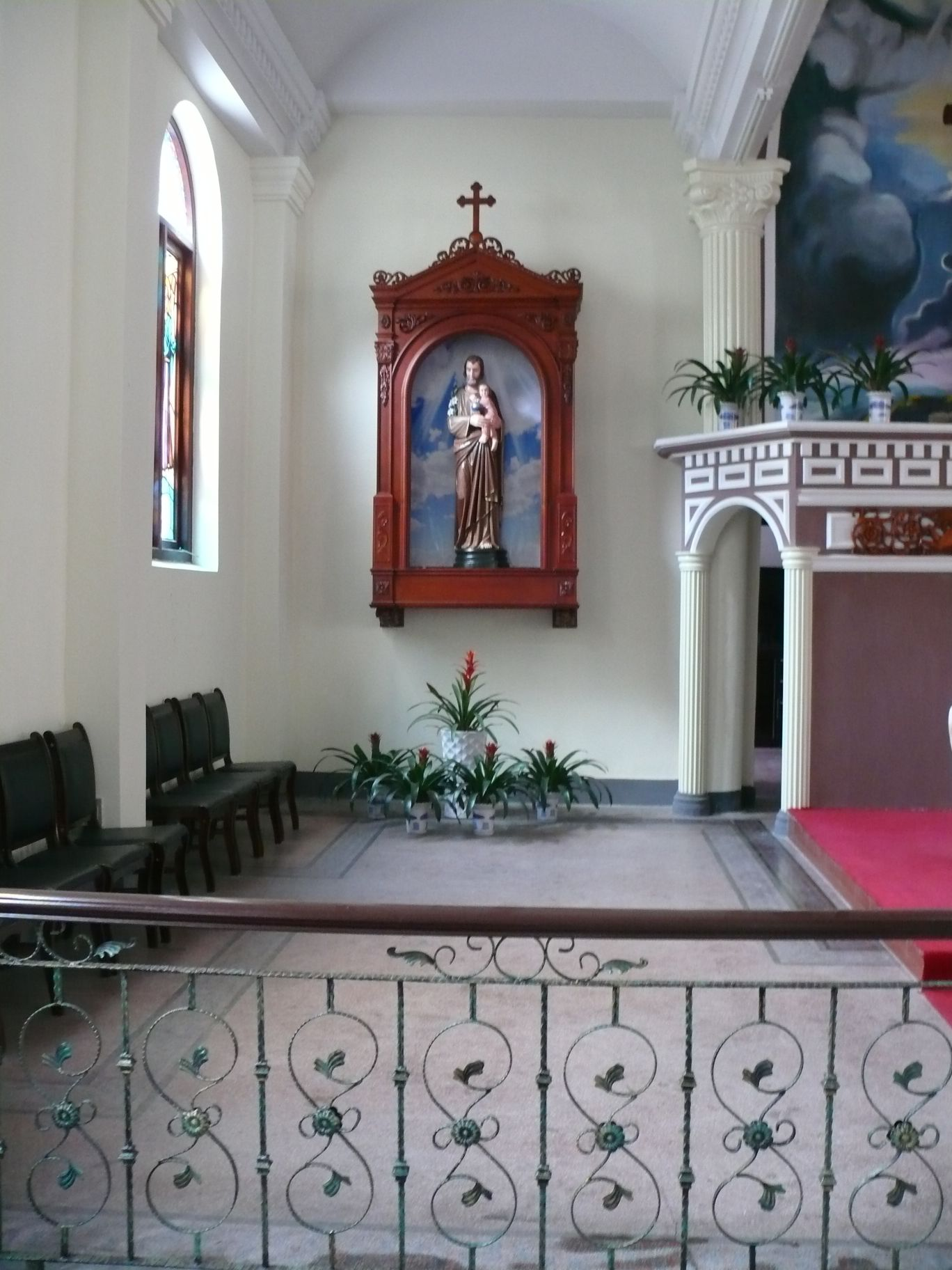
Autel de Saint Joseph